# Relations entre la Moldavie et l'Union européenne
Les relations entre la Moldavie et l'Union européenne sont basées sur la politique européenne de voisinage, un instrument de politique étrangère destiné aux pays frontaliers de l'Union.

## Généralités
La Moldavie a de forts liens historiques, culturels et linguistiques avec la Roumanie et des passeports roumains sont accordés aux citoyens moldaves qui le demandent, pourvu qu'ils soient roumanophones (ce qui est le cas des deux-tiers d'entre eux) et qu'ils aient au moins un grand-parent ayant été citoyen roumain par le passé (ce qui est le cas des trois-quarts d'entre eux). Cependant, les minorités russophones ainsi que les communistes qui forment le groupe le plus important au parlement, avec 47 sièges sur 101 aux élections de 2014, ont de forts liens historiques, culturels et linguistiques avec la Russie, qui accorde des passeports aux citoyens moldaves qui le demandent, pourvu qu'ils soient russophones (ce qui est le cas de la plupart d'entre eux) et qu'ils aient au moins un parent ayant été citoyen soviétique par le passé (ce qui est le cas de la totalité d'entre eux).
La République de Moldavie cherche à adhérer à l’Union européenne,, mais l’État est plus pauvre que tous les autres États européens et doit résoudre les questions liées à sa région russophone séparatiste de Transnistrie avant l’adhésion. De plus, la Russie a déclaré considérer comme un casus belli toute atteinte au statu quo et, pour prévenir tout changement, entretient un corps militaire en Transnistrie.
Néanmoins, l’Union développe ses liens avec la Moldavie, allant au-delà de la coopération, vers une intégration économique graduelle et un approfondissement de la coopération politique. L’Union a ouvert un bureau à Chișinău (la capitale moldave) et a nommé en Moldavie, le 23 mars 2005, un représentant spécial, Adriaan Jakobovits de Szeged. La Commission européenne a ouvert un nouveau bureau le 6 octobre 2005, dirigé par Cesare de Montis.
La stratégie moldave est d’adhérer progressivement aux institutions européennes sans pour autant s’aliéner sa puissance économiquement et géopolitiquement tutélaire, la Russie : à titre d’exemple récent, en novembre 2014, les élections parlementaires ont renouvelé les choix de l’électorat déjà exprimés en 2010 : l’Alliance pour l'intégration européenne des partis Démocrate (P.D. formé par la fusion des sociaux-démocrates et des chrétiens-démocrates), libéral-démocrate P.L.D.M. et libéral P.L., remporte 54 sièges, contre 47 aux pro-russes partagés, tout en étant très solidaires entre eux, entre communistes et socialistes. Or, 47 sièges forment une minorité de blocage et les pro-russes, jouant sur les craintes suscitées par la guerre du Donbass, n’ont débloqué le vote de confiance du Parlement (le 18 février 2015) qu’en échange de l’engagement du gouvernement de Chiril Gaburici (P.D.L.M.) de „sauvegarder de bonnes relations avec notre principal partenaire, la Russie".

## Les citoyens moldaves, la Roumanie et l’Union
En février 2014, le Parlement européen a approuvé la suppression des visas pour les Moldaves pour les séjours de moins de trois mois dans l’espace Schengen. La mesure a été approuvée par le Conseil européen et est entrée en vigueur le 28 avril 2014. La Roumanie permet aux citoyens moldaves d’entrer dans l’UE, ce qui a donné lieu à une controverse avec l’Allemagne au sujet de la possibilité pour tout citoyen moldave ayant au moins un grand-parent né ou devenu roumain entre avril 1918 et juin 1940, de devenir citoyen roumain (donc de l’Union européenne), après réussite d'un facile examen de langue roumaine.
Le 18 décembre 2007, l’ancien président roumain Traian Băsescu déclara que la citoyenneté devrait être accordée aux citoyens moldaves, sans conditions. Depuis 2010, environ 10 000 demandes par an sont satisfaites : le 13 juillet 2010, l’hebdomadaire allemand Der Spiegel relata cette controverse sous le titre : « La Roumanie fait entrer les Moldaves dans l’UE par la porte de derrière », accusant la Roumanie d’agir unilatéralement sans l’accord de Bruxelles, de Berlin ou de Paris. Dans cet article, Der Spiegel, s’appuyant sur la distinction que le gouvernement moldave fait entre « Moldaves » et « Roumains », et sur le fait que sous la gouvernance communiste seuls 2 % des roumanophones ont osé se déclarer « Roumains » (au risque d’être considérés comme minoritaires dans leur propre pays : voir Controverse identitaire en République de Moldavie), affirmait que la Roumanie s'offrait ainsi la main-d’œuvre la moins chère d’Europe.
Le lendemain, le président roumain Băsescu déclara, via un communiqué de presse du ministère roumain des Affaires étrangères, que la position du Spiegel n'était rien de moins que raciste, puisque l’hebdomadaire reprochait à la Roumanie une politique que l’Allemagne elle-même pratique depuis bien avant 1990 : l’article 116 de la Constitution allemande stipule en effet que « les anciens citoyens allemands ayant perdu leur citoyenneté entre le 30 janvier 1933 et le 8 mai 1945 pour des motifs politiques, ethniques ou religieux, ainsi que leur descendance, peuvent demander et obtenir la nationalité allemande »: en vertu de cet article, ce sont 18 millions d’Allemands qui sont « entrés dans l'UE par la porte de derrière », alors que les roumanophones de Moldavie ne sont que 3 millions dont moins de 150 000 ont acquis la nationalité roumaine.

## Rapprochement avec l'Union européenne

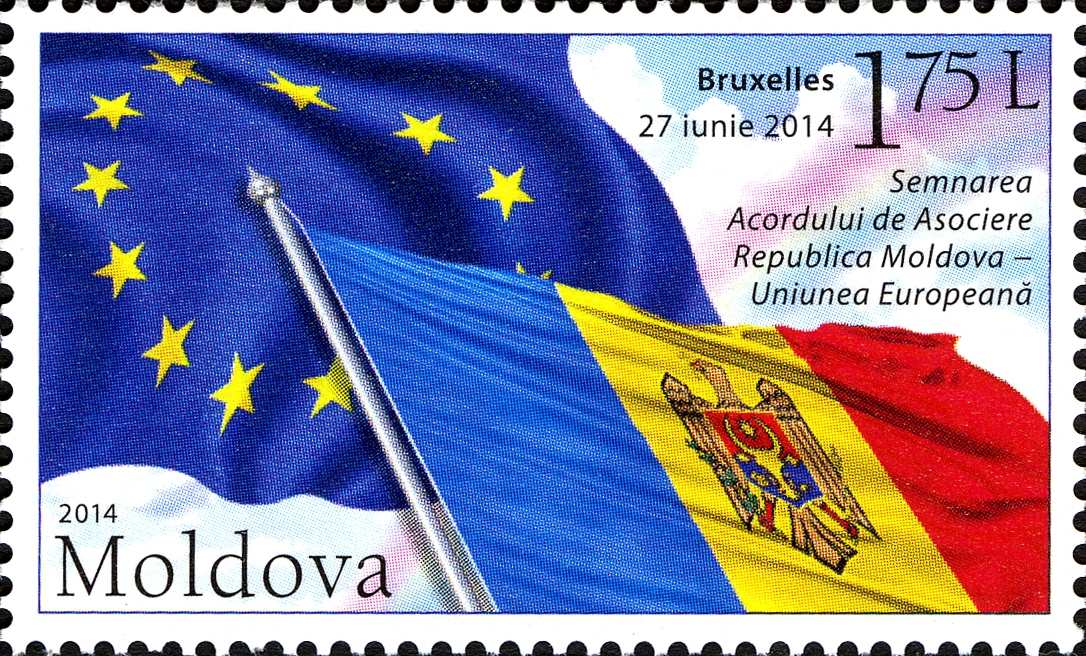
Timbre célébrant l'accord d'association avec l'UE.

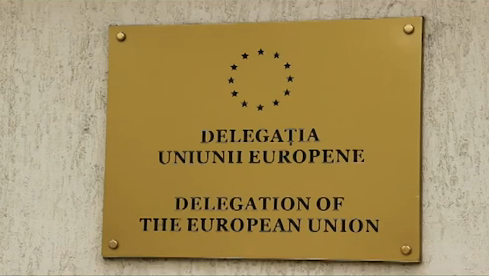
Plaque de la délégation de l'Union européenne en Moldavie.

Dans le cadre du Partenariat oriental, l'Ukraine, la Géorgie et la Moldavie ont signé des accords d'association (AA) avec l'Union européenne le 27 juin 2014. Cet accord prévoit l'approfondissement des liens politiques et économiques avec l'UE. À plus long terme, ils constituent l'un des outils de la politique étrangère de l'UE visant au rapprochement puis à l'intégration à différents niveaux des pays au sein de l'UE.
Les associations comprennent aussi une zone de libre-échange leur offrant l'accès au marché commun et une collaboration étendue avec les gouvernements et les entreprises des trois pays partenaires pour faciliter les réformes et contribuer à l'accélération de leur développement économique,.
L'AA instaure une coopération poussée dans plusieurs secteurs : énergie, justice, politique extérieure, visas, culture, etc. La contrepartie pour la Moldavie sera de procéder à de profondes réformes sociales, politiques et économiques. Il marque également un tournant dans le dualisme entre les sphères d'influences européennes et russes car ce faisant, la Moldavie renonce à toute possibilité d'adhésion à l’Union eurasiatique souhaitée par Moscou. Les russophones de Moldavie y ont d’ailleurs réagi par la voix du millionnaire moldo-russe Renato Usatyi, chef du parti pro-russe RPP, qui déclara vouloir construire une nouvelle muraille de Chine entre la Moldavie et la Roumanie, tandis que les autorités de Transnistrie reparlaient, comme à chaque rapprochement de la Moldavie avec l’Union européenne, d’un rattachement officiel de leur région à la Russie.
Le 20 mai 2024, La Moldavie devient le premier pays signataire non membre de l'Union européenne (UE) à signer un pacte de sécurité et de défense avec l'UE afin de recevoir une assistance pour renforcer et gérer ses frontières, faciliter la coopération en matière de cybersécurité et lutter contre la désinformation.

## Procédure d'adhésion à l'Union européenne
Dans le contexte de l'invasion de l'Ukraine par la Russie, plusieurs anciennes républiques de l'URSS ont évoqué leur réflexion sur une candidature d'adhésion à l'Union européenne. Après la demande du président ukrainien Volodymyr Zelensky de rejoindre l'Union européenne le 28 février 2022, la Géorgie et la Moldavie ont officiellement déposé leurs candidatures le 3 mars 2022. De son côté la Russie, qui ne cesse d'accuser la Moldavie de persécuter les russophones, a réagi en abrogeant le 22 février 2023 un décret de 2012 exprimant la volonté du Kremlin de « trouver une solution légale pour la Transnistrie en respectant l'intégrité territoriale de la Moldavie » : cette abrogation peut permettre à la Russie de reconnaître officiellement la sécession transnistrienne, comme elle l'a déjà fait en 2008 avec l'Abkhazie ou l'Ossétie du Sud en Géorgie.